# Timur Bekmambetov
Timur Nuruajítovich Bekmambétov (Темір Нұрыахытұлы Бекмамбетов en kazajo y Тимур Нуруахитович Бекмамбетов en ruso) (Atirau; 2 de junio de 1960) es un director de cine nacido en Kazajistán y nacionalizado ruso.

## Biografía
Bekmambétov nació el 25 de junio de 1961 en Atyrau, Kazajistán (entonces República Socialista Soviética de Kazajistán). Su padre, Nuruajit Bekmambétov es kazajo, y su madre, Mira Bogoslóvskaya, es una judía askenazí. A los 19 años se mudó a Tashkent, donde se graduó en 1987 en el Instituto Teatral y Artístico A. N. Ostrovski. Tras servir en el ejército, empezó su carrera con el actor Viktor Verzhbitsky, quien más tarde sería su mayor amigo y con quien dirigiría la mayoría de sus películas.
Entre 1992 y 1997, fue uno de los directores del Banco Imperial Vsemírnaya Istóriya.
En 2004, dirigió la película Nochnói Dozor, basada en la novela de Serguéi Lukiánenko. En 2006 dirigió Dnevnói Dozor. En 2001 hizo la versión de la película The Arena con Karen McDougal y Lisa Dergan. En 1994 colaboró en Peshavar Waltz.
En 2008 haría su salto a Hollywood con la película Wanted, basada en el cómic homónimo de Mark Millar.
En 2009, produjo junto a Tim Burton la película 9. En cuanto a la tercera entrega de Nochnói Dozor, Súmerechny Dozor, se estuvo planeando realizar el rodaje, aunque Bekmambétov tenía cierto desinterés en producir la tercera secuela. Timur también informó de que la secuela de Wanted estaba completa y que la producción empezaría en breve. También dirigió junto a Tim Burton la adaptación de la novela Abraham Lincoln: Vampire Hunter.

## Filmografía
| Año  | Título                                     | Notas                             |
| ---- | ------------------------------------------ | --------------------------------- |
| 1987 | Pered bolshoi dorogoi na voinu             | Guionista                         |
| 1994 | Peshavar Waltz                             | Director y guionista              |
| 2000 | Nashi 90-e                                 | Director y productor              |
| 2001 | The Arena                                  | Director                          |
| 2002 | GAZ: Russkiye mashini                      | Director y productor              |
| 2004 | Nochnoi dozor                              | Director y guionista              |
| 2005 | Dnevnoi dozor                              | Director y guionista              |
| 2006 | Gromovy                                    | Productor                         |
| 2007 | The Irony of Fate                          | Director                          |
| 2008 | Wanted                                     | Director                          |
| 2009 | Dead Spy Running                           | Productor                         |
| 2009 | 9                                          | Productor                         |
| 2009 | Black Lightning: Rayo Negro                | Productor                         |
| 2009 | Moby Dick                                  | Productor y guionista             |
| 2010 | Vykrutasy                                  | Productor                         |
| 2010 | Yolki                                      | Director, productor y guionista   |
| 2011 | The Knights Templar                        | Productor                         |
| 2011 | Apollo 18                                  | Productor                         |
| 2011 | Wanted 2                                   | Director y productor (Producción) |
| 2011 | The Darkest Hour                           | Productor                         |
| 2011 | Smeshariki. Nachalo                        | Productor                         |
| 2012 | Abraham Lincoln: Vampire Hunter            | Director y productor              |
| 2012 | Yolki 2                                    | Director y productor              |
| 2012 | Zolotoi boin                               | Director y productor              |
| 2012 | Priklyuchenia Alisy                        | Productor                         |
| 2012 | Priklyuchenia Alisy. Plenniki trekh planet | Productor                         |
| 2013 | The Snow Queen                             | Productor                         |
| 2013 | Volshebnik Isumrudnova goroda              | Productor                         |
| 2013 | Yolki 3                                    | Guionista                         |
| 2013 | Gorko!                                     | Productor                         |
| 2013 | Igra v pravdu                              | Productor                         |
| 2014 | Gorko! 2                                   | Productor                         |
| 2014 | Yolki lokhmatiye                           | Productor                         |
| 2014 | Unfriended                                 | Productor                         |
| 2016 | Ben-Hur                                    | Director                          |
| 2017 | The Current War                            | Productor                         |
| 2018 | Searching                                  | Productor                         |